# Allan Brooks

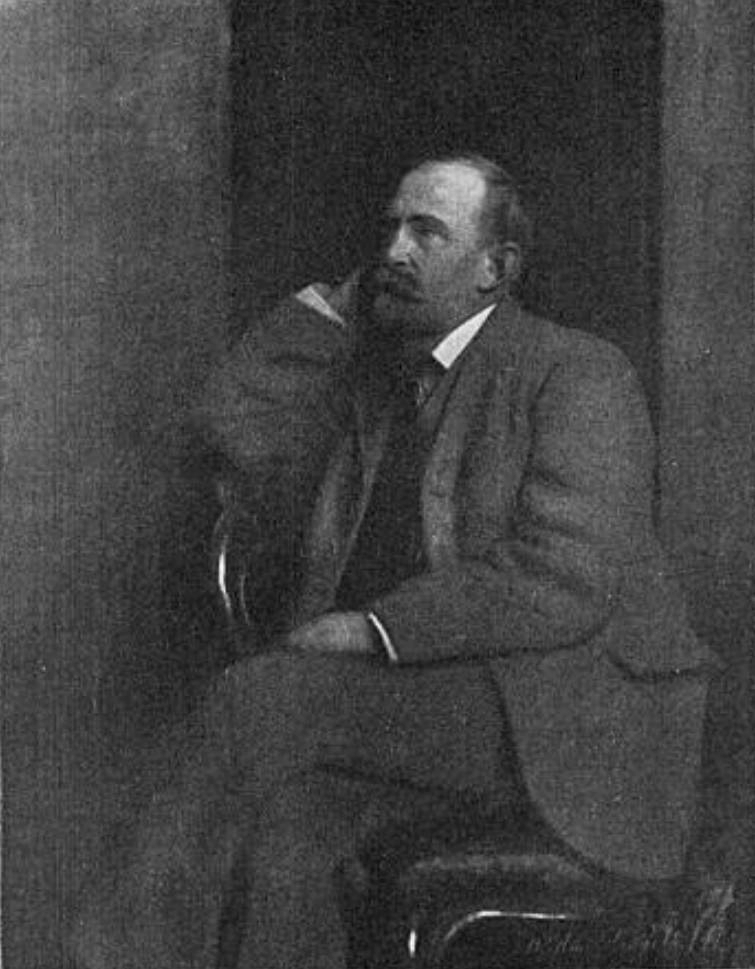
Allan Brooks (1913)

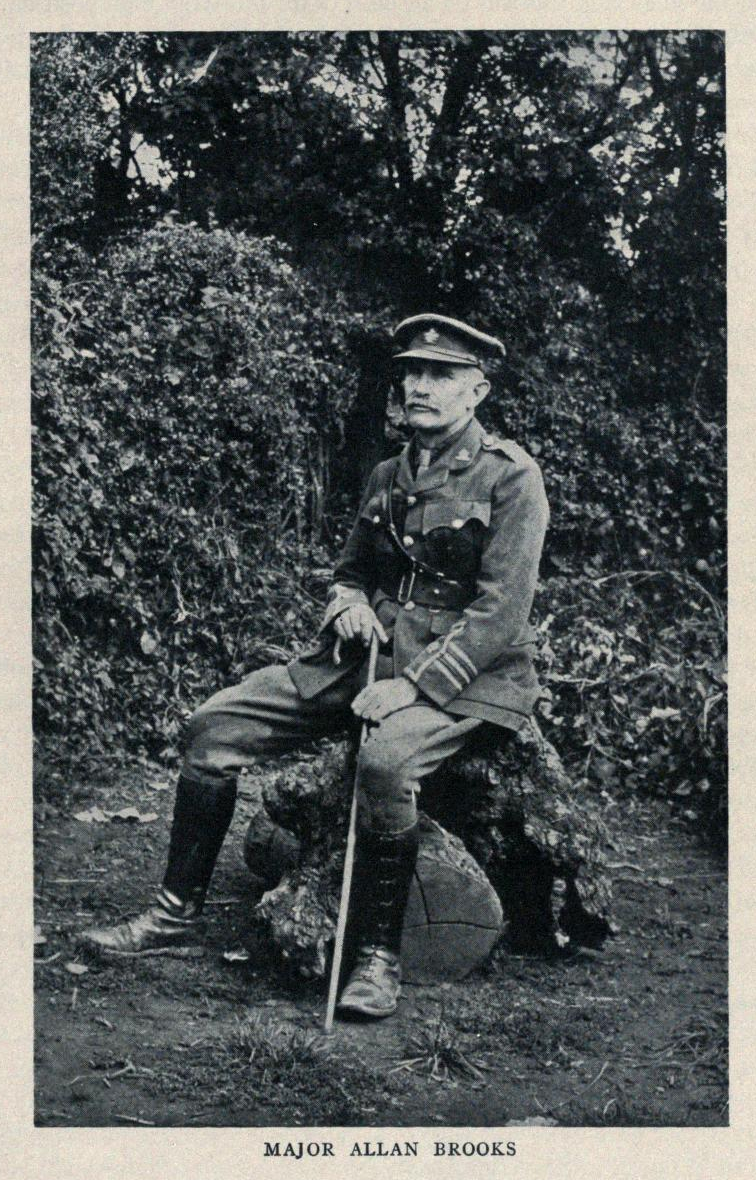
Brooks in seiner Militäruniform (1917)

Allan Cyril Brooks (* 15. Februar 1869 in Etawah, Britisch-Indien; † 3. Januar 1946 in Comox, British Columbia) war ein britisch-kanadischer Vogelmaler und Ornithologe.

## Leben
Brooks wurde als dritter Sohn des Bauingenieurs und Ornithologen William Edwin Brooks in Etawah, nahe Delhi, in Indien geboren. Sein Vorname ist von Allan Octavian Hume, einem Freund seines Vaters, abgeleitet. Im Alter von vier Jahren wurde er nach England geschickt, wo er bei seinen Großeltern lebte und zur Schule ging. Hier lernte er auch den Naturforscher und Ornithologen John Hancock kennen, der ihm die Taxidermie näherbrachte. So kam Brooks schon früh mit der Natur und der Kunst in Berührung. 1881 zog er mit seiner Familie auf eine Farm bei Milton, Ontario, Kanada, wo sein Vater Kontakte mit verschiedenen Ornithologen hatte, von denen Alan Brooks die Taxidermie, das Sammeln von Vögeln und Eiern sowie die Feldbeobachtung erlernte. Bald darauf begann er, Vögel rund um die Farm zu malen. Ab 1887 lebte die Familie auf einer Farm in Chilliwack, British Columbia. 1891 kehrte die Familie nach Ontario zurück, nachdem sein Vater die Farm verkauft hatte.
William Brewster, Ornithologe und Mitbegründer der American Ornithologists’ Union, bat Brooks, einige Aquarelle für ihn anzufertigen. Da er nie Kunstunterricht hatte, studierte Brooks die Arbeiten einiger bekannter Vogelillustratoren wie Joseph Wolf und John Gerrard Keulemans. Er reiste durch den Nordwesten Kanadas, um Vögel zu sammeln, zu beobachten und zu skizzieren. Robert Ridgway, Kurator für Vögel an der Smithsonian Institution, unterstützte Brooks bei der Identifizierung der Vögel. Er korrespondierte mit Naturforschern in Kanada und den Vereinigten Staaten und begann, seine Kunstwerke als Illustrationen für eine Reihe bedeutender Publikationen über Vögel sowie für Sport- und Freizeitzeitschriften zu verkaufen. Im Jahr 1906 wurde Brooks von dem Ornithologen William Leon Dawson kontaktiert, der ihn bat, The Birds of Washington zu illustrieren. Dieses 1909 veröffentlichte Buch enthielt Fotografien, Skizzen und Schwarz-Weiß-Illustrationen von Vögeln, Nestern, Eiern und ihrem Lebensraum sowie schriftliche Notizen. 1915 trat Brooks in den Ersten Weltkrieg ein. Er wurde zum Major befördert und erhielt den Distinguished Service Order. Nach dem Krieg kehrte er nach Kanada zurück und fand weitere Arbeit als Künstler: Er machte eine Reihe von Illustrationen für Florence Baileys Buch Birds of New Mexico und illustrierte Dawsons The Birds of California im Jahr 1923 sowie die Bücher Birds of Western Canada (1926) und Birds of Canada (1934) von Percy A. Taverner.
1920 lernte Brooks Louis Agassiz Fuertes bei einem Treffen der American Ornithologists’ Union kennen. Er verbrachte einen Monat in Fuertes’ Atelier, wobei sie gemeinsam am Werk A Natural History of the Ducks von John Charles Phillips arbeiteten. Beide Künstler ähnelten sich in ihrem Stil, aber es gab auch große Unterschiede. Fuertes machte Illustrationen für wissenschaftliche Werke und die Details waren sehr naturgetreu, aber die Gemälde hatten wenig oder keinen Hintergrund. Brooks malte Hintergründe und Vordergründe, insbesondere Berge und Himmel und er stellte eher das Wesen eines Vogels im Detail dar.
Im Gegensatz zu Fuertes hatte Brooks mit finanziellen Schwierigkeiten zu kämpfen, was zum Teil daran lag, dass er den Anforderungen der Verleger gerecht werden musste, obwohl diese nicht immer mit seinen Vogelillustrationen einverstanden waren. In einigen Fällen musste er zu viele Vögel auf einer Seite unterbringen, was die Komposition beeinträchtigte. Brooks wurden Aufträge von großen Museen angeboten, aber er zog es vor, als freischaffender Künstler zu arbeiten.
Seine Vogelbälge und Eiersammlungen bildeten ein kleines Museum und dienten ihm als Referenzsammlung. Die Etiketten auf allen Exemplaren enthielten alle wichtigen Informationen.

## Dedikationsnamen
Nach Allan Brooks wurde die Flohart Nearctopsylla brooksi benannt, die er im Fell eines Wiesels entdeckt hatte und nach Tring sandte. Walter Rothschild beschrieb dieses Taxon im Jahr 1904.

## Galerie
Auswahl von Alan Brooks’ Illustrationen:

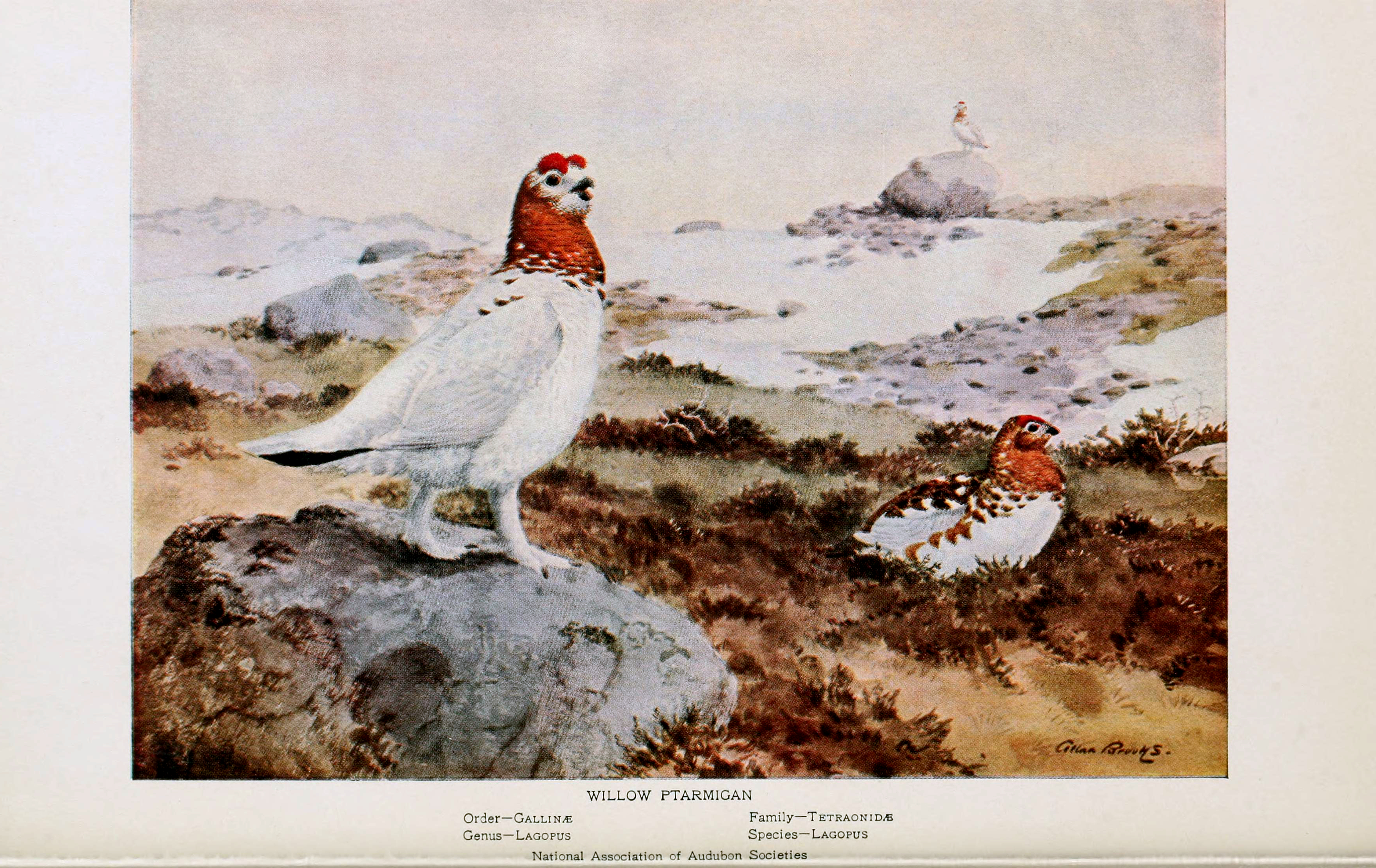
Moorschneehuhn aus dem Werk Alaskan bird-life as depicted by many writers (1914)
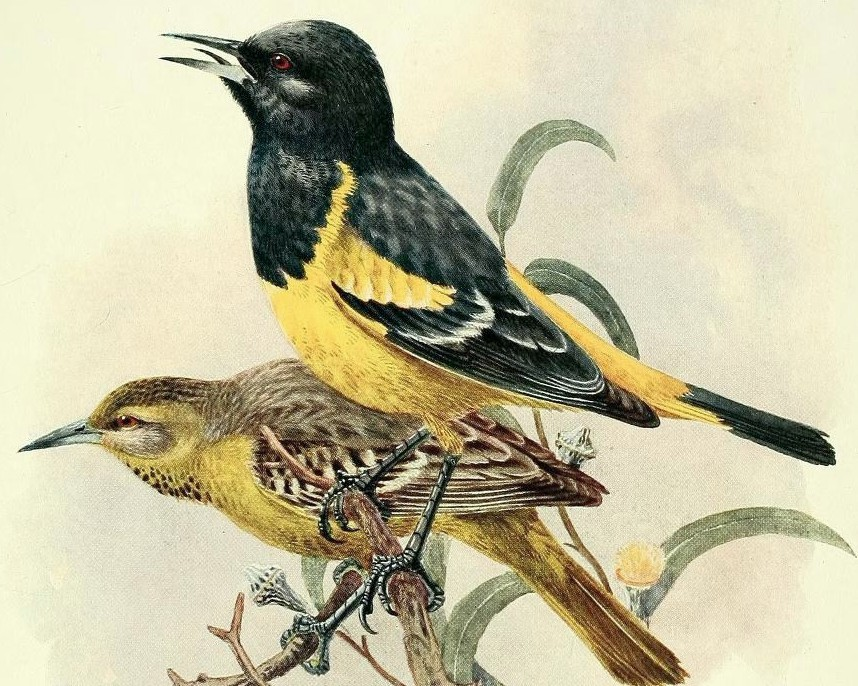
Bullocktrupial aus dem Werk Birds of California (1923)
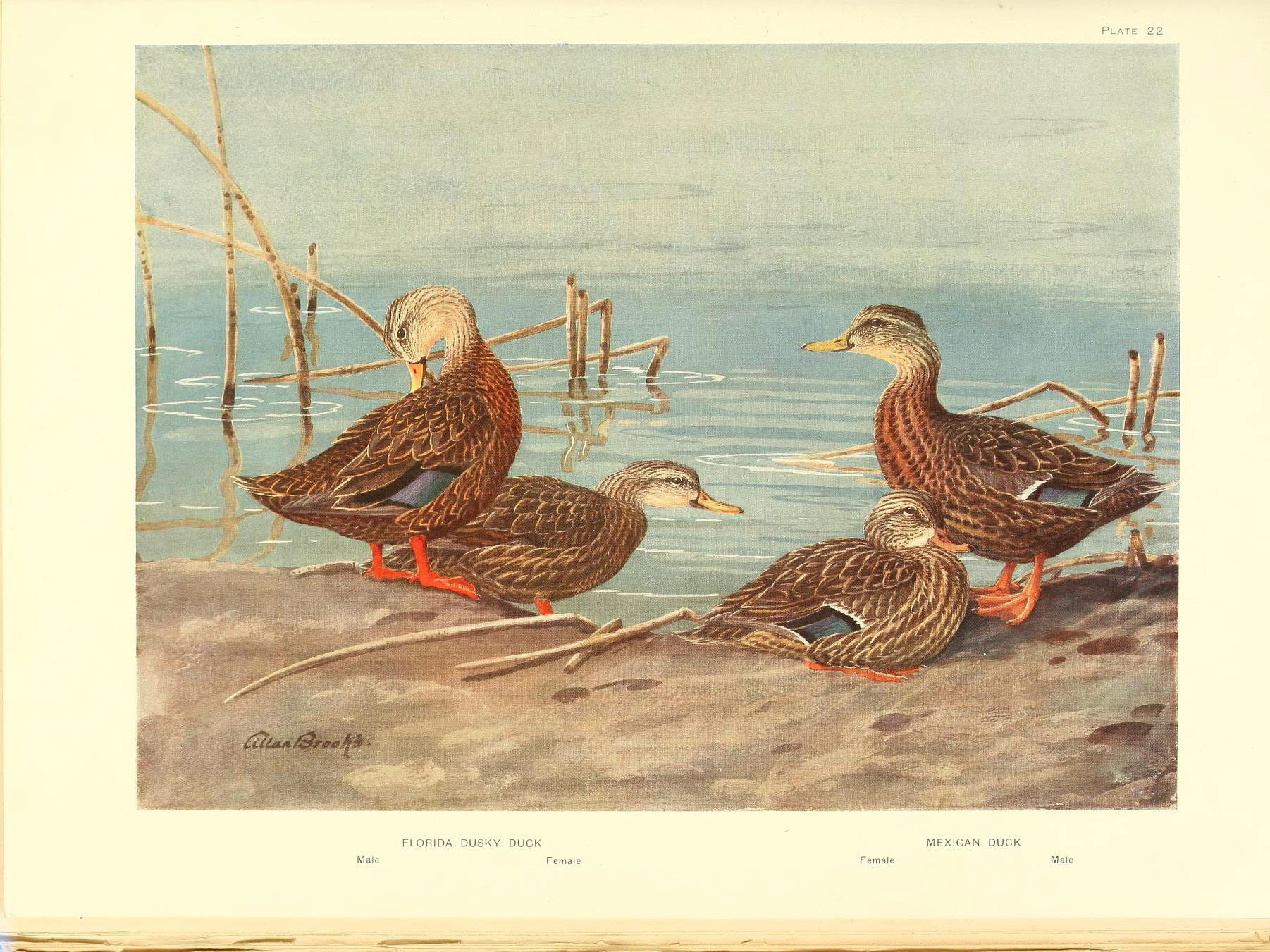
Floridaente und Mexikoente aus dem Werk A Natural History of the Ducks (1922–1925)
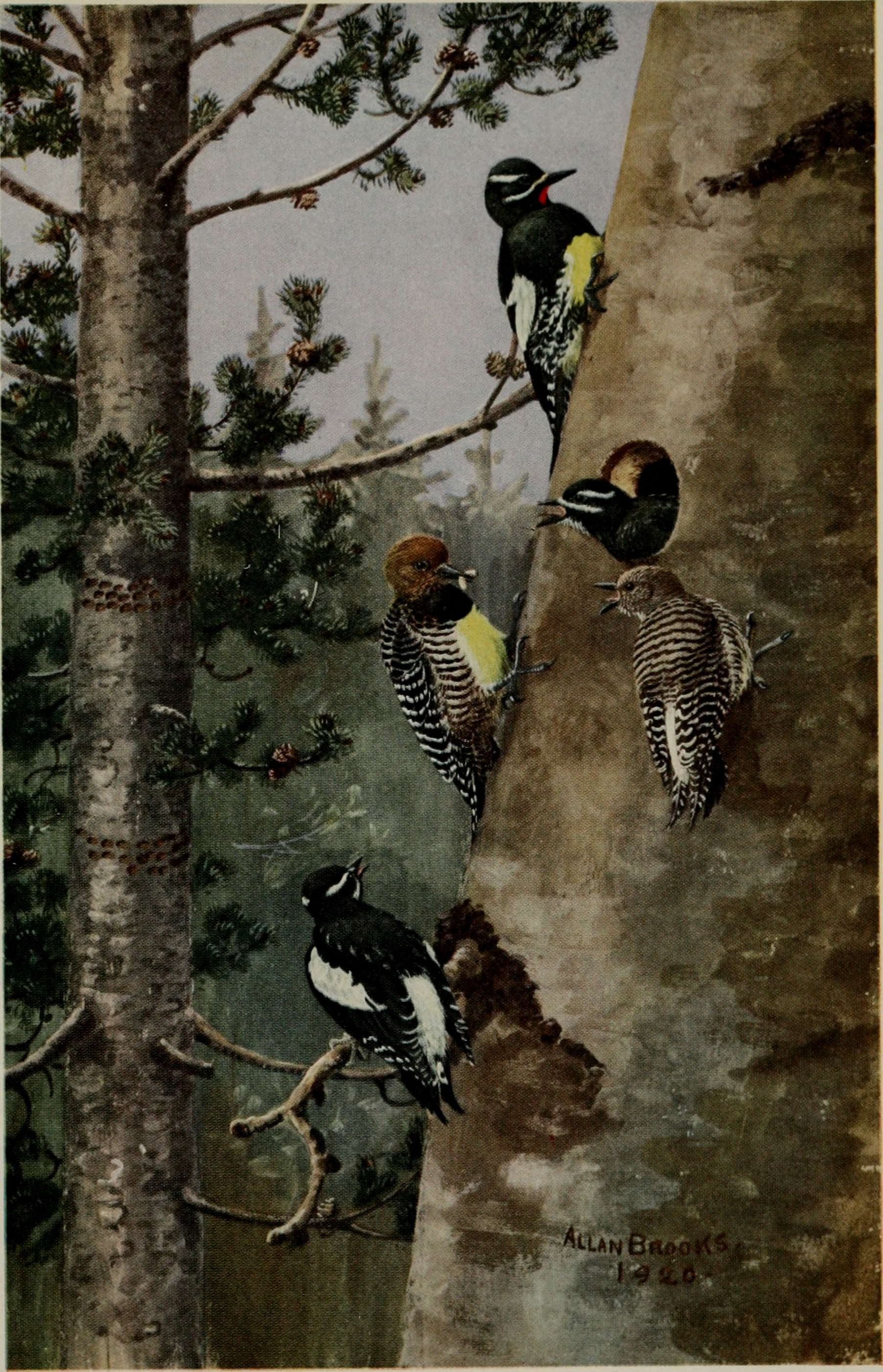
Kiefernsaftlecker aus dem Werk Animal life in the Yosemite; an account of the mammals, birds, reptiles, and amphibians in a cross-section of the Sierra Nevada (1924)
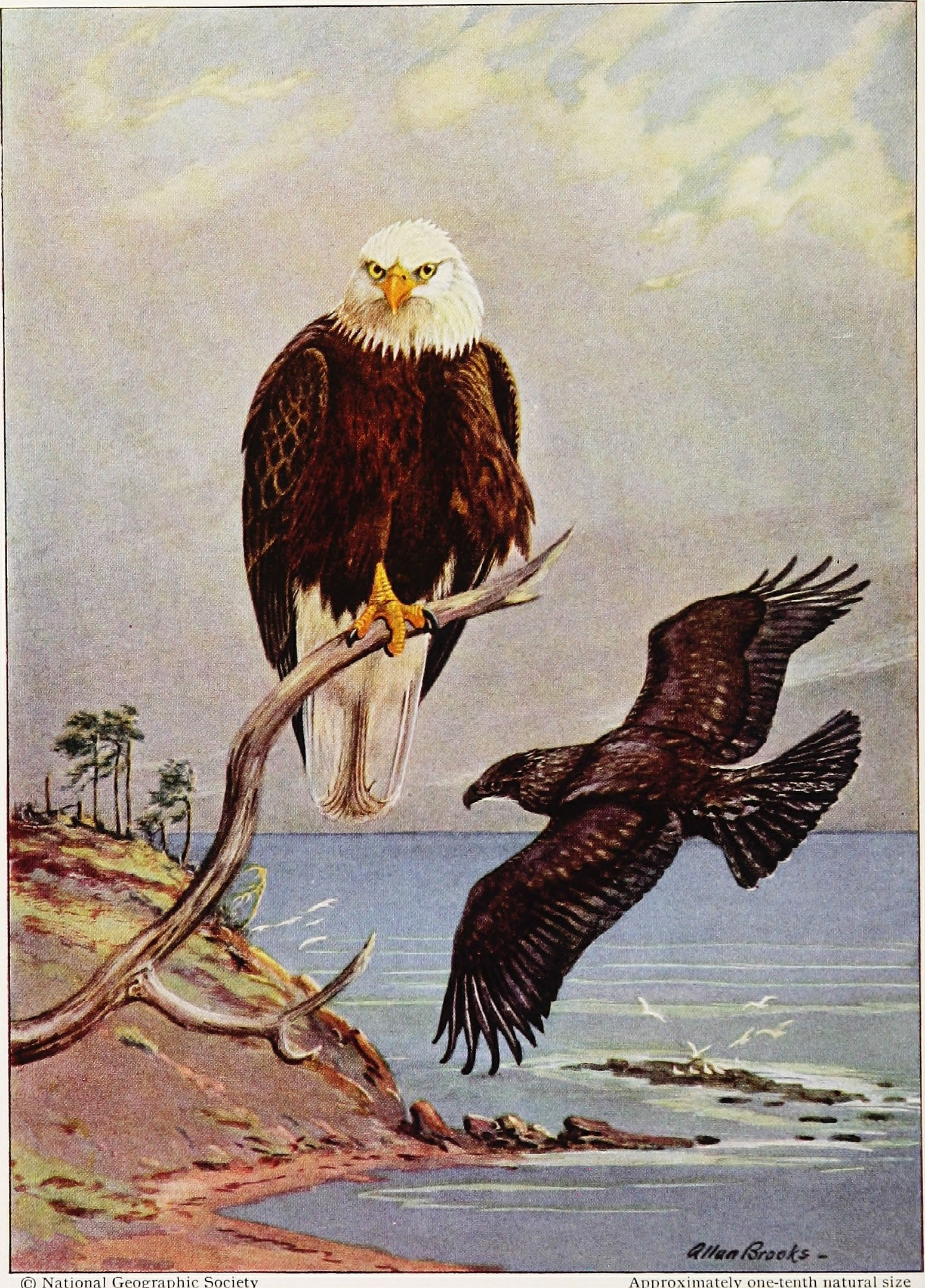
Weißkopfseeadler aus dem National Geographic Magazine
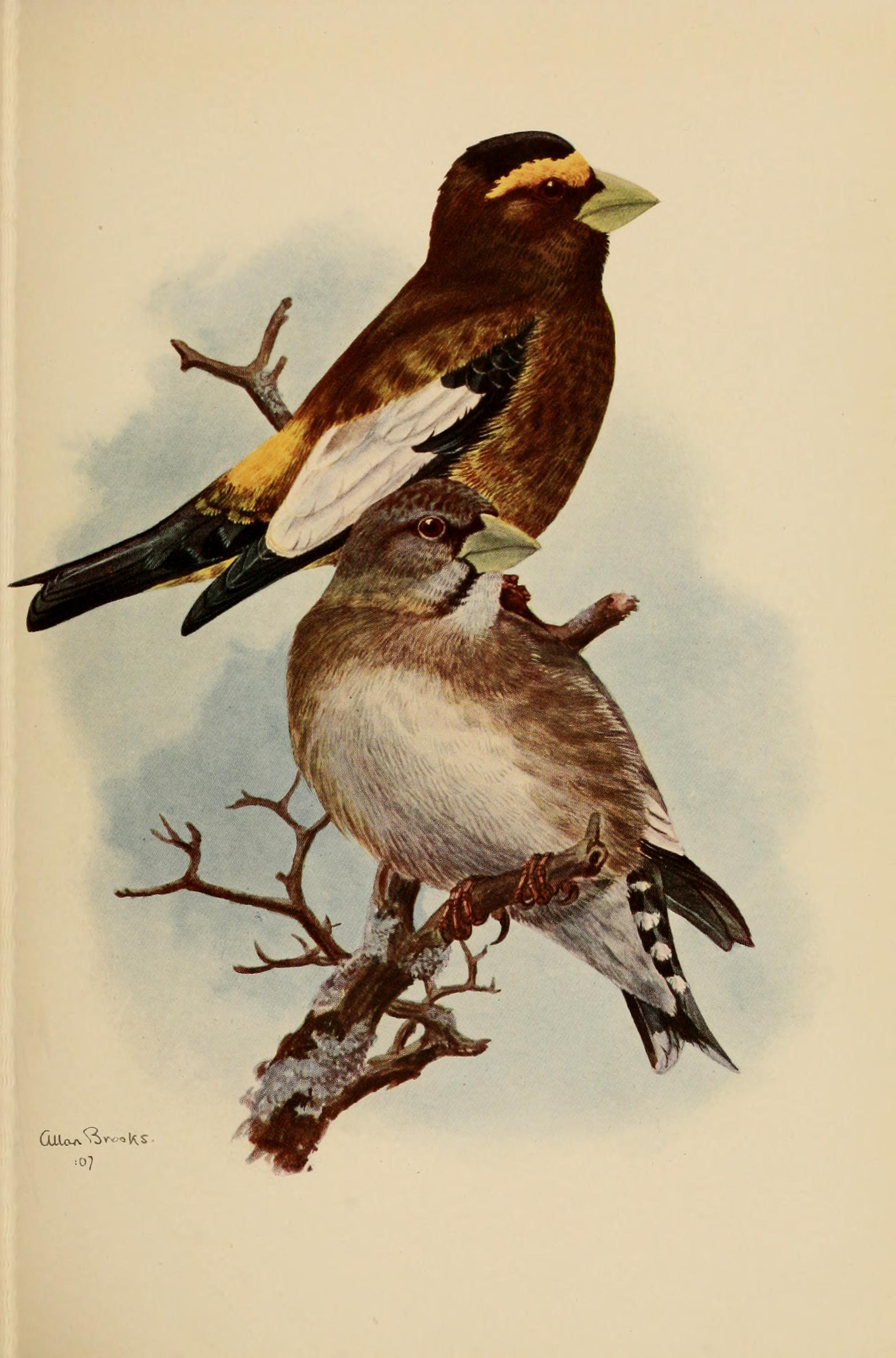
Abendkernbeißer aus dem Werk The birds of Washington; a complete, scientific and popular account of the 372 species of birds found in the state (1909)